# نقارة تشيان (مقاطعة فومن)
نقارة تشيان (بالفارسية: نقاره چیان) هي قرية تقع في غيلان في إيران. يقدر عدد سكانها بـ 80 نسمة بحسب إحصاء 2016.